# Aeropuerto de Knock
El Aeropuerto de Knock (IATA: NOC, OACI: EIKN) (irlandés: Aerfort Iirgarh Éireann Mhuire), oficialmente conocido como Aeropuerto de Irlanda Oeste Knock (irlandés: Aerfort Irgarht Éireann Chnoc Mhuire) es un aeropuerto internacional aeropuerto a 5,6 km al suroeste de Charlestown, condado de Mayo, Irlanda. El pueblo de Knock está a 20 km de distancia. 
En 2023, 818.000 pasajeros utilizaron sus instalaciones, lo que lo convierte en el cuarto más transitado de Irlanda (después de Dublín, Cork y Shannon).

## Historia

### Orígenes
El aeropuerto se inauguró el 25 de octubre de 1985 con tres vuelos chárter de Aer Lingus a Roma. Sin embargo, la inauguración oficial fue el 30 de mayo de 1986. Muchos pensaban que el sitio, en una colina en un terreno pantanoso, no era realista, pero el aeropuerto fue construido después de una larga y controvertida campaña de monseñor James Horan, cuya historia incluso ha inspirado un musical. La motivación principal para construirlo fue atraer peregrinos al Santuario de Knock. A pesar de las críticas de que el sitio era demasiado cenagoso y brumoso, Horan construyó un aeropuerto en cinco años, financiado principalmente con una subvención gubernamental de 9,8 millones de libras esterlinas. Murió poco después de la apertura del aeropuerto y su funeral se celebró en el entonces llamado Aeropuerto Internacional Horan. En los últimos tiempos, se ha conmemorado a Horan con una estatua de bronce erigida en el aeropuerto.
En 1988, habían pasado por allí más de 100.000 pasajeros. Aer Lingus inició vuelos desde el aeropuerto a Birmingham en 1995.

### Actualidad
Desde 2003, aerolíneas de bandera, de bajo coste y regionales, incluidas Aer Lingus, MyTravelLite, Bmibaby, Ryanair, Aer Arann, Flybe, Lufthansa y EasyJet, han añadido rutas a Gran Bretaña y Europa continental. No todas han tenido éxito, pero en 2005 el aeropuerto manejaba 500.000 pasajeros al año.Fue votado como el mejor aeropuerto regional de Irlanda en 2006 y 2009 por la Cámara de Comercio de Irlanda.
El año 2007 fue notable, con servicios transatlánticos programados a Nueva York y Boston que comenzaron en mayo, operados por la ahora desaparecida Flyglobespan.Un récord de 629.000 pasajeros utilizaron el aeropuerto en 2008, un aumento del 13% en comparación con el año anterior.
La instalación del sistema de aterrizaje por instrumentos de categoría II en abril de 2009 ha dado como resultado una reducción significativa en el número de desvíos de vuelos a otros aeropuertos debido a la mala visibilidad: el aeropuerto está a 200 metros sobre el nivel del mar. Agosto de 2009 fue el mes de mayor actividad en tres años, con 81.000 pasajeros: el 28 de agosto fue el día de mayor actividad en la historia del aeropuerto, con más de 4.500 pasajeros.
En 2011, el mes de agosto fue el de mayor actividad en la historia del aeropuerto con 84.052 pasajeros. Ese fue el año más exitoso hasta la fecha con 654.553 pasajeros. En el año se iniciaron rutas a Lanzarote, Tenerife y Gran Canaria operadas por Ryanair y a Edimburgo operadas por Flybe. Durante septiembre de 2011, Ryanair celebró el paso del pasajero número cuatro millones por el aeropuerto, mientras que Lufthansa anunció que comenzaría vuelos semanales a Düsseldorf en mayo de 2012. En noviembre de 2011, Ryanair anunció vuelos a Beauvais-Tillé, Frankfurt-Hahn, Bérgamo-Orio al Serio y Gerona-Costa Brava a partir de marzo de 2012. En enero de 2012 se anunció la vigésima ruta programada: Flybe a Leeds, la tercera desde el aeropuerto, desde marzo de 2012. La aerolínea económica BmiBaby anunció en mayo de 2012 que iba a eliminar su única ruta a Birmingham a partir del 10 de junio, debido a la adquisición de la aerolínea por parte de IAG. Desde entonces, los vuelos a Beauvais-Tillé y Frankfurt-Hahn han finalizado.
En 2013, Ryanair lanzó una ruta semanal de verano a Málaga los jueves. Aer Lingus Regional, que se hizo cargo de la ruta de Birmingham operando un servicio diario utilizando un ATR 72, finalizó el servicio el 26 de octubre. Flybe inició vuelos cuatro veces por semana en la ruta el 27 de octubre. El 31 de octubre de 2013, en respuesta a la eliminación del impuesto de viaje irlandés, Ryanair presentó tres nuevas rutas desde Knock a Glasgow-Prestwick, Kaunas y Eindhoven. Sin embargo, todas estas rutas habían sido retiradas en el cuarto trimestre de 2014.
En noviembre de 2017 se anunció que se invertirían 15 millones de euros en mejorar y modernizar el aeropuerto en 2018 y 2019, coincidiendo con un fuerte crecimiento de pasajeros. Estos planes incluyen la mejora de los aparcamientos, las instalaciones para pasajeros, la terminal y la repavimentación de la pista.

## Aerolíneas y destinos
El aeropuerto de Knock tiene vuelos a los siguientes destinos:
| Aerolíneas       | Destinos |
| ---------------- | --- |
| Aer Lingus       | Londres-Heathrow. |
| Emerald Airlines | Chárter estacional: Groninga (inicia el 7 de junio de 2025) |
| Ryanair          | Birmingham, East Midlands, Edimburgo, Lanzarote, Liverpool, Londres-Luton, Londres-Stansted, Málaga, Mánchester y Tenerife-Sur. Estacional: Alicante-Elche, Bérgamo, Bristol, Colonia/Bonn, Faro, Gerona y Palma de Mallorca. |

## Estadísticas de pasajeros
| Años | Nº de pasajeros |
| ---- | --------------- |
| 1998 | 186.689         |
| 1999 | 197.358         |
| 2000 | 173.421         |
| 2001 | 203.000         |
| 2002 | 199.000         |
| 2003 | 247.000         |
| 2004 | 373.000         |
| 2005 | 530.084         |
| 2006 | 621.171         |
| 2007 | 556.357         |
| 2008 | 629.000         |
| 2009 | 607.228         |
| 2010 | 589.180         |
| 2011 | 654.553         |
| 2012 | 677.368         |
| 2013 | 665.558         |
| 2014 | 703.318         |
| 2015 | 684.671         |
| 2016 | 734.031         |
| 2017 | 749.499         |
| 2018 | 771.619         |
| 2019 | 805.443         |
| 2020 | 142.532         |
| 2021 | 174.027         |
| 2022 | 722.000         |
| 2023 | 818.000         |